# Policajt v Beverly Hills III
Policajt v Beverly Hills III (v anglickém originále Beverly Hills Cop III) je americký akční film z roku 1994. Režisérem filmu je John Landis. Hlavní role ve filmu ztvárnili Eddie Murphy, Timothy Carhart, Judge Reinhold, Héctor Elizondo a Theresa Randle. Jedná se o druhé pokračování filmu Policajt v Beverly Hills.

## Obsazení
| Eddie Murphy    | Axel Foley     |
| Timothy Carhart | Ellis DeWald   |
| Judge Reinhold  | Billy Rosewood |
| Héctor Elizondo | Jon Flint      |
| Theresa Randle  | Janice Perkins |
| Bronson Pinchot | Serge          |
| Alan Young      | Dave Thornton  |
| Gil Hill        | Douglas Todd   |
| Joey Travolta   | Giolito        |